# Cadiz (geslacht)
Cadiz is een geslacht van kevers uit de familie bladkevers (Chrysomelidae).
De wetenschappelijke naam van het geslacht werd in 1992 gepubliceerd door Fred Gordon Andrews & Gilbert.

## Soorten
- Cadiz hardyi Andrews & Gilbert, 1992